# Burgstädt
Burgstädt è una città di 10 475 abitanti del libero stato della Sassonia, Germania, nel circondario della Sassonia Centrale.

## Amministrazione

### Gemellaggi
Burgstädt è gemellata con:
- Ahnatal, dal 1990
- Pári, dal 2008